# Космос-1508
Космос-1508 је један од преко 2400 совјетских вјештачких сателита лансираних у оквиру програма Космос.
Космос-1508 је лансиран са космодрома Плесецк, СССР, 11. новембра 1983. Ракета-носач Космос је поставила сателит у орбиту око планете Земље. 